# Gullfoss

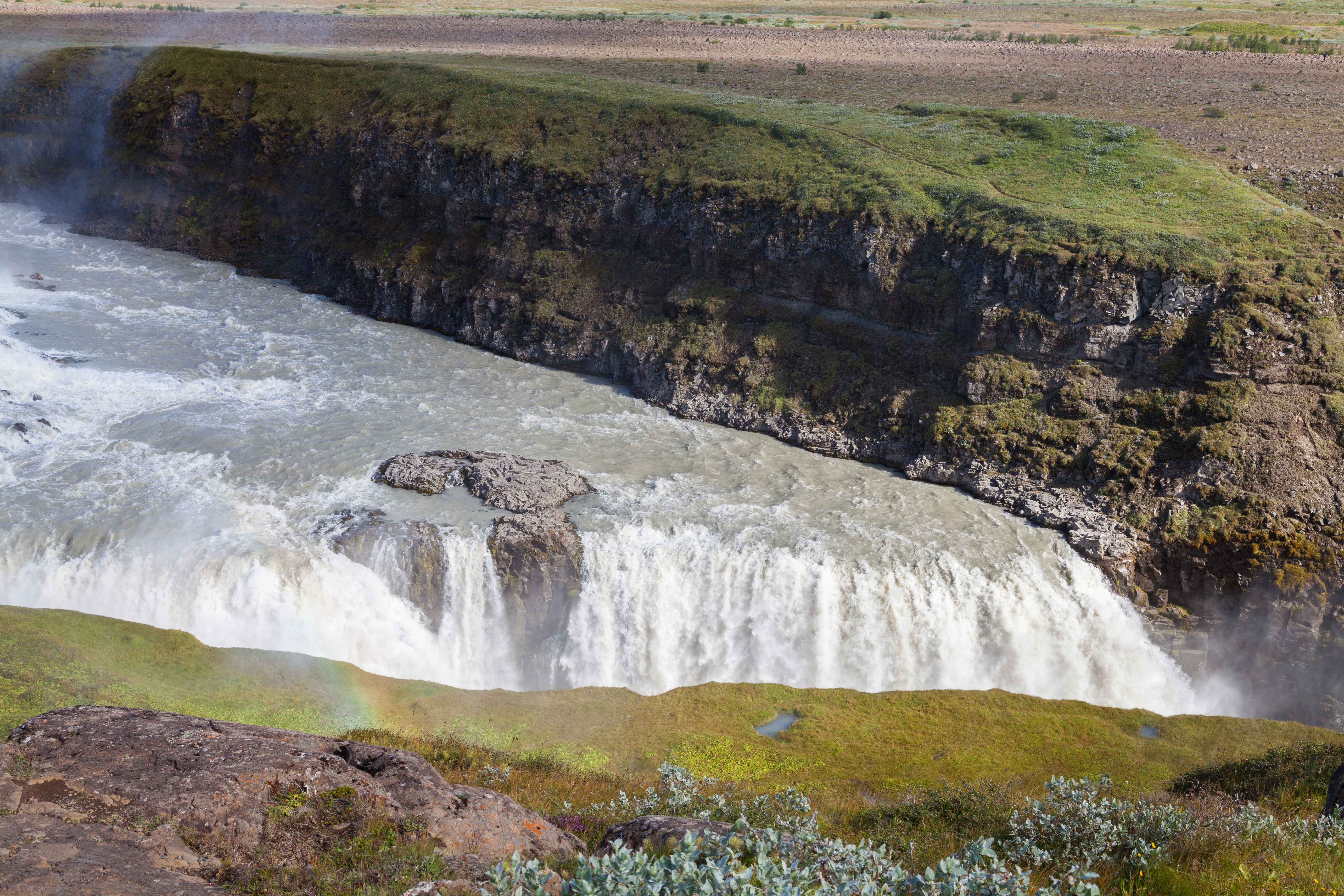
Inny widok Gullfoss.

 Gullfoss (isl. „złoty wodospad”) – wodospad znajdujący się na rzece Hvítá w Islandii. Składa się z dwóch kaskad, pierwsza mierzy 11 metrów, druga, położona pod kątem w stosunku do pierwszej, ma wysokość 21 metrów. W każdej sekundzie przepływa przez niego 110 metrów sześciennych wody.
Na początku XX wieku Gullfoss miał być przekształcony w hydroelektrownię, jednak plany zarzucono. Według jednej wersji przyczyniły się do tego protesty mieszkańców, według drugiej brak funduszy. Wokół wodospadu założono park narodowy. Obecnie Gullfoss jest atrakcją turystyczną, wokół niego wybudowano hotele i punkty widokowe. Zaliczany jest jako ważny punkt na trasie turystycznej zwanej Złotym Kręgiem.